# Quatrième circonscription de la préfecture de Tochigi
La quatrième circonscription de la préfecture de Tochigi (栃木県第4区, Tochigi-ken dai-yon-ku) est l'une des cinq circonscriptions législatives que compte la préfecture de Tochigi au Japon.

## Description géographique
Entre 1994 et 2013, la quatrième circonscription de la préfecture de Tochigi regroupait les villes d'Oyama et Mooka et les districts de Haga et Shimotsuga.
Entre 2013 et 2022, elle comprenait les mêmes unités administratives et une partie des villes de Tochigi et Shimotsuke,.
Depuis 2022, elle réunit les villes d'Oyama, Mooka et Shimotsuke et les districts de Haga et Shimotsuga.

## Députés
| Législature | Début de mandat | Fin de mandat | Député élu         | Parti politique | Parti politique |
| ----------- | --------------- | ------------- | ------------------ | --------------- | --------------- |
| 41e         | 1996            | 2000          | Tsutomu Satō       |                 | PLD             |
| 42e         | 2000            | 2003          | Tsutomu Satō       |                 | PLD             |
| 43e         | 2003            | 2005          | Tsutomu Satō       |                 | PLD             |
| 44e         | 2005            | 2009          | Tsutomu Satō       |                 | PLD             |
| 45e         | 2009            | 2012          | Kenji Yamaoka (ja) |                 | PDJ             |
| 46e         | 2012            | 2014          | Tsutomu Satō       |                 | PLD             |
| 47e         | 2014            | 2017          | Tsutomu Satō       |                 | PLD             |
| 48e         | 2017            | 2021          | Tsutomu Satō       |                 | PLD             |
| 49e         | 2021            | 2024          | Tsutomu Satō       |                 | PLD             |
| 50e         | 2024            | -             | Takao Fujioka (ja) |                 | PDC             |